# Liste der Tierarten im Ku-ring-gai-Chase-Nationalpark
Diese Liste der Tierarten im Ku-ring-gai-Chase-Nationalpark in Australien enthält alle Vögel, Reptilien und Säugetiere, die in den Veröffentlichungen des New South Wales National Parks & Wildlife Service genannt werden.

## Reptilien
| Bild | wissenschaftlicher Name | deutscher Name           | Familie         | Kommentar |
| ---- | ----------------------- | ------------------------ | --------------- | --------- |
|      | Acanthophis antarcticus | Todesotter               | Giftnattern     |           |
|      | Pseudechis porphyriacus | Rotbäuchige Schwarzotter | Giftnattern     |           |
|      | Morelia spilota         | Rautenpython             | Riesenschlangen |           |
|      | Pseudonaja textilis     | Östliche Braunschlange   | Giftnattern     |           |
|      | Notechis scutatum       | Gewöhnliche Tigerotter   | Giftnattern     |           |
|      | Physignathus lesueurii  | Australische Wasseragame | Agamen          |           |
|      | Tiliqua scincoides      | Gemeiner Blauzungenskink | Skinke          |           |
|      | Varanus varius          | Buntwaran                | Warane          |           |
|      | Varanus rosenbergi      | Rosenbergs Waran         | Warane          |           |
|      | Dermochelys coriacea    | Lederschildkröte         | Dermochelyidae  |           |

## Einheimische Vögel
| Bild | wissenschaftlicher Name      | deutscher Name             | Familie                | Kommentar |
| ---- | ---------------------------- | -------------------------- | ---------------------- | --------- |
|      | Calyptorhynchus lathami      | Braunkopf-Rabenkakadu      | Kakadus                |           |
|      | Ninox strenua                | Riesenkauz                 | Eigentliche Eulen      |           |
|      | Tyto novaehollandiae         | Neuhollandeule             | Schleiereulen          |           |
|      | Lathamus discolor            | Schwalbensittich           | Eigentliche Papageien  |           |
|      | Callocephalon fimbriatum     | Helmkakadu                 | Kakadus                |           |
|      | Phylidonyris novaehollandiae | Weißaugen-Honigfresser     | Honigfresser           |           |
|      | Acanthorhynchus tenuirostris | Rotnacken-Honigfresser     | Honigfresser           |           |
|      | Aquila audax                 | Keilschwanzadler           | Habichtartige          |           |
|      | Falco berigora               | Habichtfalke               | Falkenartige           |           |
|      | Falco cenchroides            | Graubartfalke              | Falkenartige           | gefährdet |
|      | Haliastur sphenurus          | Keilschwanzmilan           | Habichtartige          |           |
|      | Pandion haliaetus            | Fischadler                 | Fischadler             |           |
|      | Haliaeetus leucogaster       | Weißbauch-Seeadler         | Habichtartige          |           |
|      | Platycercus eximius          | Rosellasittich             | Eigentliche Papageien  |           |
|      | Platycercus elegans          | Pennantsittich             | Eigentliche Papageien  |           |
|      | Cacatua roseicapilla         | Rosakakadu                 | Kakadus                |           |
|      | Cacatua galerita             | Gelbhaubenkakadu           | Kakadus                |           |
|      | Dacelo novaeguineae          | Jägerliest                 | Eisvögel               |           |
|      | Alectura lathami             | Buschhuhn                  | Großfußhühner          |           |
|      | Trichoglossus haematodus     | Allfarblori                | Eigentliche Papageien  |           |
|      | Meliphaga lewinii            | Goldohr-Honigfresser       | Honigfresser           |           |
|      | Malurus cyaneus              | Prachtstaffelschwanz       | Australische Sänger    |           |
|      | Origma solitaria             | Steinhuscher               | Panthervögel           |           |
|      | Menura novaehollandiae       | Graurücken-Leierschwanz    | Leierschwänze          |           |
|      | Eudyptula minor              | Zwergpinguin               | Pinguine               |           |
|      | Alcedo azurea                | Azurfischer                | Eisvögel               |           |
|      | Acanthiza pusilla            | Roststirn-Dornschnabel     | Südseegrasmücken       |           |
|      | Parisoma lugens              | Braun-Meisensänger         | Grasmückenartige       |           |
|      | Charadrius bicinctus         | Doppelbandregenpfeifer     | Regenpfeifer           |           |
|      | Artamus cyanopterus          | Rußschwalbenstar           | Schwalbenstarverwandte |           |
|      | Numenius madagascariensis    | Isabellbrachvogel          | Schnepfenvögel         |           |
|      | Philemon corniculatus        | Lärmlederkopf              | Honigfresser           |           |
|      | Psophodes olivaceus          | Schwarzschopfflöter        | Australflöter          |           |
|      | Cracticus torquatus          | Graurücken-Krähenwürger    | Würgerkrähen           |           |
|      | Anthochaera chrysoptera      | Zimtflügel-Honigfresser    | Honigfresser           |           |
|      | Cacomantis flabelliformis    | Fächerschwanzkuckuck       | Kuckucke               |           |
|      | Oriolus sagittatus           | Streifenpirol              | Pirole                 |           |
|      | Aegotheles bennettii         | Bennettschwalm             | Höhlenschwalme         |           |
|      | Ptilonorhynchus violaceus    | Seidenlaubenvogel          | Laubenvögel            |           |
|      | Pachycephala pectoralis      | Großraum-Dickkopfschnäpper | Dickköpfe              |           |
|      | Aegotheles cristatus         | Baumschwalm                | Höhlenschwalme         |           |
|      | Cacomantis pallidus          | Blasskuckuck               | Kuckucke               |           |
|      | Strepera graculina           | Dickschnabel-Würgerkrähe   | Schwalbenstarverwandte |           |
|      | Anthochaera carunculata      | Rotlappen-Honigfresser     | Honigfresser           |           |
|      | Charadrius ruficapillus      | Rotkopfregenpfeifer        | Regenpfeifer           |           |
|      | Larus novaehollandiae        | Silberkopfmöwe             | Möwen                  |           |
|      | Pachycephala rufiventris     | Schlichtmantel-Dickkopf    | Dickköpfe              |           |
|      | Platalea regia               | Königslöffler              | Ibisse und Löffler     |           |
|      | Todiramphus sanctus          | Götzenliest                | Eisvögel               |           |
|      | Pardalotus punctatus         | Fleckenpanthervogel        | Panthervögel           |           |
|      | Pardalotus striatus          | Streifen-Panthervogel      | Panthervögel           |           |
|      | Gliciphila melanops          | Goldscheitel-Honigfresser  | Honigfresser           |           |
|      | Malurus lamberti             | Weißbauch-Staffelschwanz   | Australische Sänger    |           |
|      | Aquila audax                 | Keilschwanzadler           | Habichtartige          |           |
|      | Puffinus pacificus           | Keilschwanz-Sturmtaucher   | Sturmvögel             |           |
|      | Threskiornis molucca         | Molukkenibis               | Ibisse und Löffler     |           |
|      | Sericornis frontalis         | Weißbrauensericornis       | Südseegrasmücken       |           |
|      | Lichenostomus leucotis       | Schwarzkehl-Honigfresser   | Honigfresser           |           |
|      | Egretta novaehollandiae      | Weißwangenreiher           | Reiher                 |           |
|      | Melithreptus lunatus         | Mondstreif-Honigschmecker  | Honigfresser           |           |
|      | Cormobates leucophaea        | Weißkehl-Baumrutscher      | Baumrutscher           |           |
|      | Gerygone olivacea            | Weißkehlgerygone           | Südseegrasmücken       |           |
|      | Leucosarcia melanoleuca      | Wongataube                 | Tauben                 |           |
|      | Eopsaltria australis         | Goldbauchschnäpper         | Schnäpper              |           |
|      | Lichenostomus chrysops       | Dreistreifen-Honigfresser  | Honigfresser           |           |

## Einheimische Säugetiere
| Bild | wissenschaftlicher Name   | deutscher Name                 | Unterklasse, Familie                   | Kommentar       |
| ---- | ------------------------- | ------------------------------ | -------------------------------------- | --------------- |
|      | Trichosurus vulpecula     | Fuchskusu                      | Beutelsäuger, Kletterbeutler           |                 |
|      | Tachyglossus aculeatus    | Ameisenigel                    | Ursäuger, Ameisenigel                  | gefährdet       |
|      | Burramys parvus           | Bergbilchbeutler               | Beutelsäuger, Bilchbeutler             | gefährdet       |
|      | Phascolarctos cinereus    | Koala                          | Beutelsäuger, Koalas                   |                 |
|      | Miniopterus schreibersi   | Langflügelfledermaus           | Höhere Säugetiere, Glattnasen          | nicht gefährdet |
|      | Wallabia bicolor          | Sumpfwallaby                   | Beutelsäuger, Kängurus                 |                 |
|      | Rattus fuscipes           | Australische Buschratte        | Höhere Säugetiere, Langschwanzmäuse    |                 |
|      | Hydromys chrysogaster     | Goldbauch-Schwimmratte         | Höhere Säugetiere, Langschwanzmäuse    |                 |
|      | Acrobates pygmaeus        | Federschwanz-Gleitbeutler      | Beutelsäuger, Zwerggleitbeutler        |                 |
|      | Pseudomys novaehollandiae | Neuhollandmaus                 | Höhere Säugetiere, Langschwanzmäuse    | gefährdet       |
|      | Pseudocheirus peregrinus  | Gewöhnlicher Ringbeutler       | Beutelsäuger, Ringbeutler              |                 |
|      | Petaurus breviceps        | Kurzkopfgleitbeutler           | Beutelsäuger, Gleitbeutler             |                 |
|      | Perameles nasuta          | Großer Langnasenbeutler        | Beutelsäuger, Eigentliche Nasenbeutler |                 |
|      | Ornithorhynchus anatinus  | Schnabeltier                   | Ursäuger, Schnabeltier                 |                 |
|      | Pteropus poliocephalus    | Graukopf-Flughund              | Höhere Säugetiere, Flughunde           |                 |
|      | Chalinolobus morio        |                                | Höhere Säugetiere, Glattnasen          |                 |
|      | Chalinolobus gouldii      | Gould-Lappenfledermaus         | Höhere Säugetiere, Glattnasen          |                 |
|      | Nyctophilus geoffroyi     | Kleines Langohr                | Höhere Säugetiere, Glattnasen          |                 |
|      | Dasyurus maculatus        | Riesenbeutelmarder             | Beutelsäuger, Raubbeutler              | gefährdet       |
|      | Isoodon obesulus          | Kleiner Kurznasenbeutler       | Beutelsäuger, Eigentliche Nasenbeutler |                 |
|      | Myotis adversus           | Südasiatische Wasserfledermaus | Höhere Säugetiere, Glattnasen          |                 |